# Owen N. Marron
Owen N. Marron (* 15. August 1861 in Port Henry, New York; † 2. Januar 1945) war ein US-amerikanischer Jurist, Politiker (Demokratische Partei), Bankier und Geschäftsmann.

## Werdegang
Die ersten Lebensjahre von Owen N. Marron waren vom Sezessionskrieg überschattet. Über seine Jugendjahre ist nichts weiter bekannt. Marron verfolgte eine Laufbahn als Pädagoge. 1889 zog er nach Albuquerque (New-Mexico-Territorium) und trat dort die Stelle als Assistant Superintendent of the U.S. Indian School an. Ein Jahr später wechselte er zu der Indian School in Santa Fe. In der Folgezeit studierte er nebenbei Jura (read law). Am Tag arbeitete er weiterhin an der Indian School, abends beschäftigte er sich aber mit Juratexten. Um seine Kenntnisse weiter zu erweitern, arbeitete er auch in der Anwaltspraxis des prominenten Santa Fe Attorney William Burr Childers. Marron besaß eine schnelle Auffassungsgabe. Daher erfolgte seine Zulassung als Anwalt bereits im Jahr 1891. Danach kehrte Marron zurück nach Albuquerque. Dort wurde er Partner in der Kanzlei von Needham C. Collier. Als Präsident Grover Cleveland Collier zum Richter am Second Judicial District Court im New-Mexico-Territorium berief, ernannte Collier seinen Partner Marron zum Court Clerk. Marron war zwei Jahre lang als Attorney tätig, blieb aber weiterhin mehrere Jahre am Gericht tätig. 1908 gab seine Stellung bei Gericht auf und wurde Partner in der Kanzlei von Francis E. Wood. Marron führte die Partnerschaft bis zum Ende seines Lebens.
Neben seiner juristischen Tätigkeit verfolgte Marron auch eine politische Laufbahn. Marron wurde dreimal zum Bürgermeister von Albuquerque gewählt und zwar 1889, 1900 und 1901. Vor den ersten Gouverneurswahlen im Staat New Mexico galt Marron als Favorit für den Posten des Gouverneurs von New Mexico. Allerdings verzichtete er auf eine eigene Kandidatur und unterstützte stattdessen den demokratischen Kandidaten William C. McDonald, welcher bei den Wahlen Holm O. Bursum besiegte und der erste Gouverneur von New Mexico wurde. Marron wurde zum ersten State Treasurer von New Mexico gewählt. Er bekleidete den Posten eine fünfjährige Amtszeit lang von Anfang 1912 bis Ende 1916.
Nach dem Ende seiner Amtszeit war er als Geschäftsmann tätig. Marron war ein Mitbegründer der State National Bank of Albuquerque, bei der er eine Zeit lang als Präsident fungierte. Er hatte eine Reihe von finanziellen Beteiligungen an Unternehmen in Albuquerque. Des Weiteren war er Präsident und Vorstandsmitglied des Albuquerque Commercial Clubs.
Marron gehörte der römisch-katholischen Kirche an und war Gründungsmitglied vom Albuquerque Council Nr. 641 der Knights of Columbus. In diesem Zusammenhang war er der erste Grand Knight im Albuquerque Council Nr. 641, sowie der erste territorialer und staatlicher Deputierter in New Mexico. 
Marron heiratete 1901 Frances Halloran (1881–1939). Das Paar hatte eine Tochter namens Frances (1902–1990).
Nach seinem Tod wurde er auf dem Mount Calvary Cemetery in Albuquerque beigesetzt.